# Никос Махлас
Николаос Никос Махлас (грч. Νικόλαος Νίκος Μαχλάς; Ираклион, 16. јун 1973) бивши је грчки фудбалер. Играо је на позицији нападача. Био је члан репрезентације Грчке која је први пут играла на  Светском првенству у САД 1994. године. 

## Биографија
Каријеру је започео у клубу ОФИ са Крита, где је дебитовао у фебруару 1991. против Паниониоса. Остао је у клубу шест сезона. Једну од најбољих сезона је одиграо 1998/99 са холандским клубом Витесе, постигао је 34 гола у 32 утакмице и  добио европску Златну копачку. У Витесеу је постигао укупно 60 голова у 92 утакмице.
Добре игре су га препоручиле Ајаксу из Амстердама, где је остао три сезоне (38 голова у 74 утакмица).
Након неубедљивих партија у Шпанији у Севиљи, вратио се у Грчку и играо за Ираклис из Солуна. Затим је опет играо за ОФИ Крит и на крају у кипарском првенству за АПОЕЛ где је окончао каријеру.
Махлас је између 1993. и 2002. године одиграо 61 утакмицу за репрезентацију Грчке и постигао 18 голова. Од тих 18 голова, један од њих је дао против Русије и био је посебно важан јер је омогућио Грчкој да се квалификује на Светски куп 1994. године.
Једно време је био председник ОФИ Крита.